# Alfred Angermayer
Alfred Angermayer, Pseudonym: Alfa, (* 29. Mai 1881 in Wien; † 1943) war ein österreichischer Schriftsteller.

## Leben
Er war der Sohn des Schullehrers Josef Angermayer und dessen Ehefrau Marie geborene Hörander. Nach dem Besuch des Gymnasiums ging er an die Hochschule in Wien, an der er selbst später Gymnasial-Professor wurde. Aus Rücksicht gegenüber seinen Schülern schrieb er die meisten seiner Werke der heiteren Muse unter Pseudonym.
Er war Mitglied des Deutschen Schriftstellerverbandes.

## Werke (Auswahl)
- Casanovas Liebesbett. Roman, Verlag Ludwig Hübsch, Wien, 1924.
- Das tolle Mizzerl, Walzerlied, vertont von Ernst Reiterer.
- Weana Früchtl. In unsara Gassen. Ein Sang aus „Ottakring“, vertont von Ernst Reiterer.
- Mausi jubiliert, Singspiel, vertont von Josef Mayer-Aichhorn.
- Die Bambusflöte. Nach dem Japanischen, Singspiel, vertont von Johann Wilhelm Ganglberger.
- Österreichische Hymne, Text von Alfred Angermayer, vertont von Leopold Josef Beer.